# Mesochorus slawicus
Mesochorus slawicus är en stekelart som beskrevs av Schwenke 1999. Mesochorus slawicus ingår i släktet Mesochorus och familjen brokparasitsteklar. Inga underarter finns listade i Catalogue of Life.